# 790
790 (DCCXC, na numeração romana) foi um ano comum do século VIII, do Calendário Juliano, da Era de Cristo, teve início a uma sexta-feira e terminou também a uma sexta-feira, e a sua letra dominical foi C.
| Ano completo                       |
| ---------------------------------- |
| Ano comum com início à sexta-feira |

## Eventos
- Fim do 2.º governo Milão de Narbona, governante da cidade de Narbona, que se inicara em 759.
- Inicio do governo de Ademar de Narbona, na cidade de Narbona, França, que durou até 817.